# دانشگاه کالیفرنیا، سانتا باربارا
دانشگاه کالیفرنیا، سانتا باربارا (به انگلیسی: University of California, Santa Barbara) یکی از معتبرترین دانشگاههای تحقیقاتی دولتی در شهر سانتا باربارا واقع در ایالت کالیفرنیا آمریکا است که در سال ۱۸۹۱ میلادی بنانهاده شده‌است. این دانشگاه یکی از اعضای لیگ آیوی عمومی است.
پنج تن از برندگان جایزه نوبل در رشته‌های فیزیک و شیمی و اقتصاد عضو هیئت علمی این دانشگاه بوده‌اند.

## دانش‌آموختگان سرشناس
- رضا اصلان
- مایکل داگلاس
- گوینت پالترو
- بهار سومخ
- حسین سیف زاده
- هنی رامبد[۸]

## نگارخانه

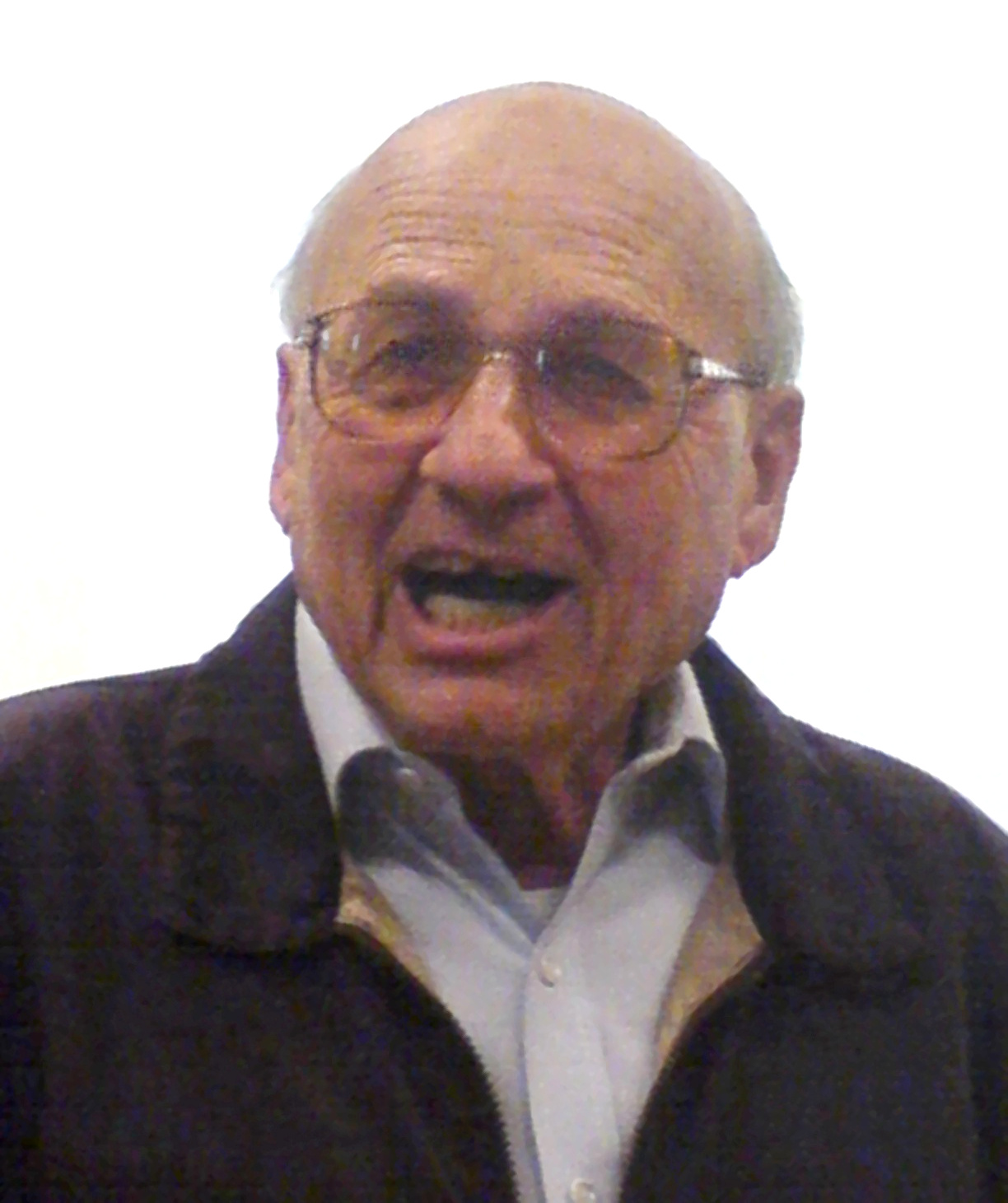
والتر کوهن، برنده جایزه نوبل شیمی (۱۹۹۸) بخاطر contributions to the understandings electronic properties of materials
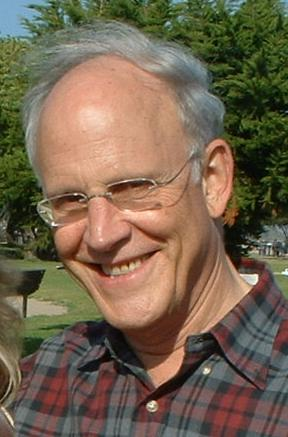
دیوید گراس، برنده جایزه نوبل فیزیک (۲۰۰۴) برای کشف آزادی مجانبی
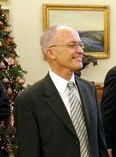
فین کیدلند، برنده جایزه نوبل اقتصاد (۲۰۰۴) برای his contributions to dynamic اقتصاد کلان
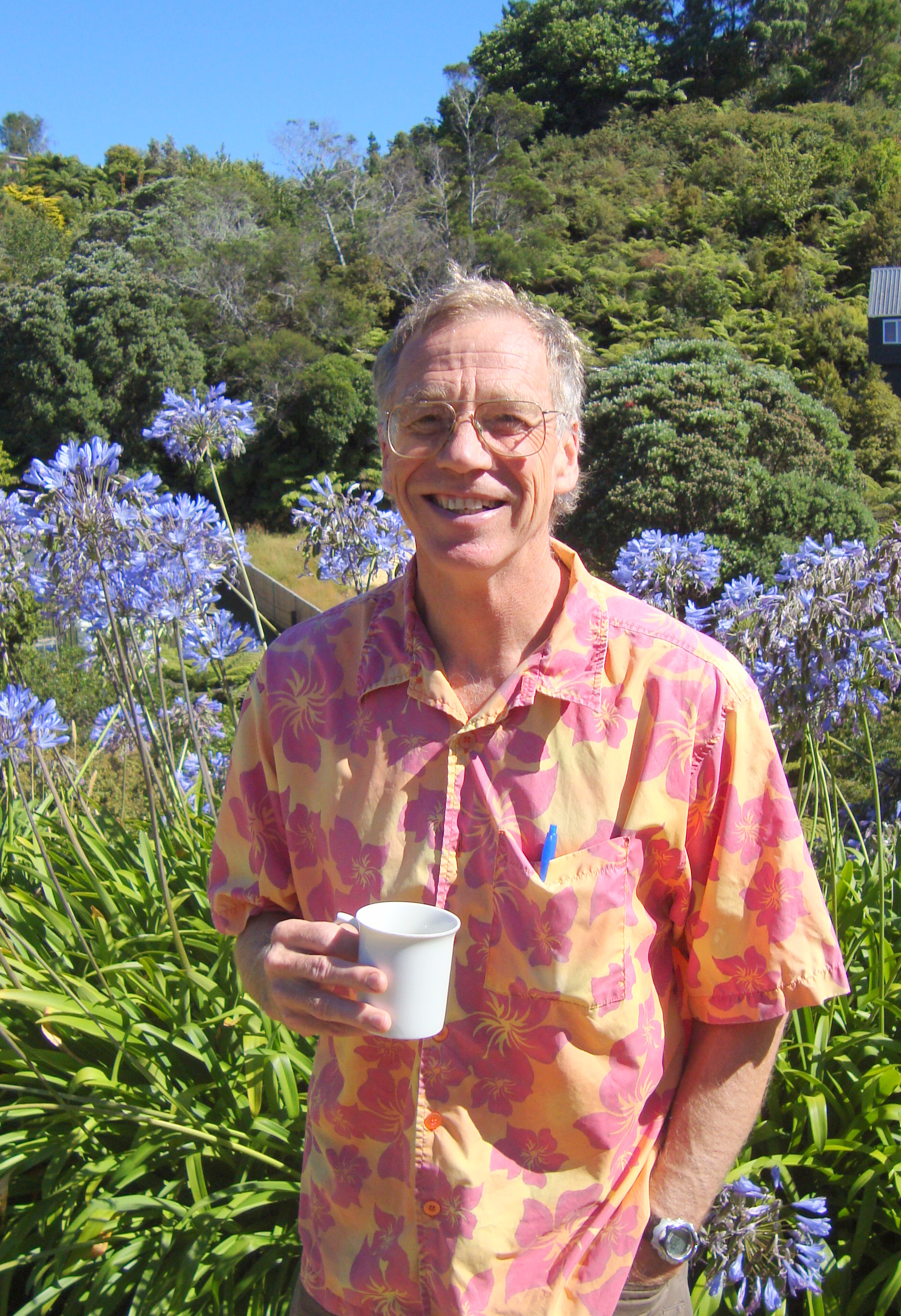
مایکل فریدمن (ریاضی‌دان), برنده مدال فیلدز (۱۹۸۶) برای his work on the حدس پوانکاره
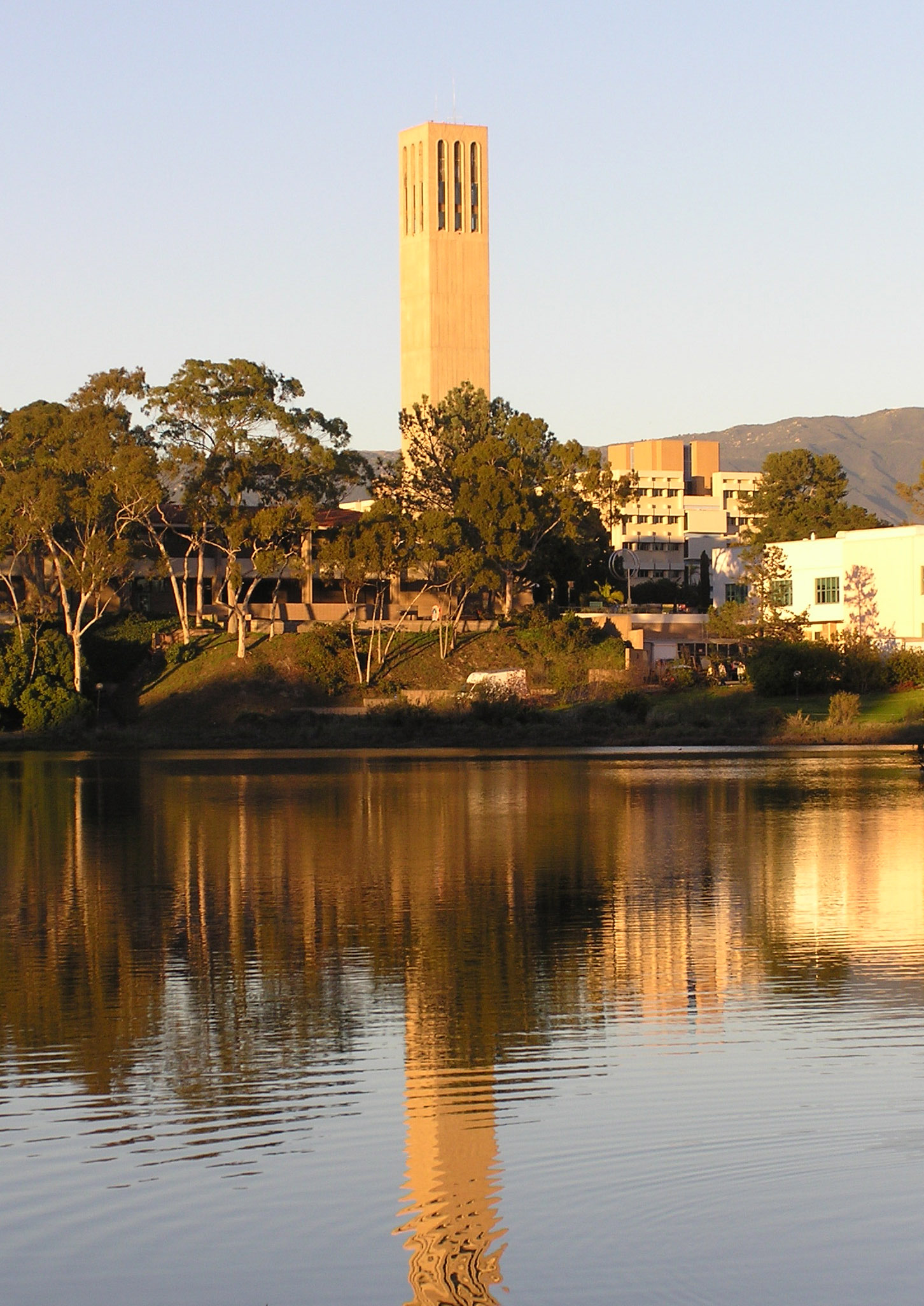
مرکز دانشگاه و برج «استروک»